# 普伊萬山
11°51′21″S 75°2′40″W / 11.85583°S 75.04444°W
普伊萬山（Puywan），是秘魯的山峰，位於該國中部胡寧大區的萬卡約省，屬於安第斯山脈中瓦伊塔帕利亞納山脈的一部分，處於蒂略山東南面，海拔高度約5,100米。